# Daigo Umehara
Daigo Umehara (梅原 大吾 Umehara Daigo, Aomori, Japão, 19 de maio de 1981) é um jogador profissional de videogame, especializado em jogos de luta 2D, principalmente os lançados pela Capcom. Conhecido como "Daigo" ou "The Beast" no Ocidente e "Umehara" ou "Ume" no Japão, Daigo notabilizou-se por sua partida de Street Fighter III 3rd Strike na semi-final da Evolution 2004.
Neste campeonato, Daigo Umehara enfrentava Justin Wong, um jogador norte-americano, na "losers final". No fim do último round da primeira partida, Daigo, usando o personagem Ken, estava em seu último pixel de vitalidade. Neste ponto, qualquer ataque especial bem sucedido poderia derrotar seu personagem, pois ataques especiais causam "dano cheap" até mesmo quando são bloqueados ("dano cheap" = Quando o personagem perde vitalidade mesmo bloqueando normalmente). Em uma tentativa de ganhar o round, Wong, usando a personagem Chun-Li, executou um Super Art chamado "Hou Yoku Sen" (鳳翼扇). No entanto, ao invés de tentar esquivar-se do golpe, Daigo executou o "Parry", uma técnica que permite o personagem bloquear um ataque sem perder vitalidade, mas para que fosse bem sucedida, o jogador precisava movimentar seu personagem em direção ao oponente exatamente no mesmo momento que os golpes fossem desferidos. Após o Super Art ser lançado, não apenas os 15 golpes de Chun-li foram bloqueados pela técnica Parry, mas Daigo também conseguiu fazer um combo muito poderoso, derrotando Wong. Este momento foi gravado e depois liberado na Internet, ganhando grande popularidade. A GamePro considera este feito o maior momento da história do videogame profissional.
Daigo acabou perdendo a final da Evolution 2004 para o jogador K.O. do Japão, o qual usava o personagem Yun, em uma luta muito equilibrada. 